# Anti Hero (Brave New World)
Anti Hero (Brave New World) è un singolo del cantante britannico Marlon Roudette, pubblicato nel 2012 ed estratto dal suo album Matter Fixed.

## Tracce
- Download digitale

1. Anti Hero (Single Version) – 3:28
2. Brotherhood of the Broken – 4:04